# Heuchling (Lauf an der Pegnitz)
Heuchling ist ein Gemeindeteil der Stadt Lauf an der Pegnitz im Landkreis Nürnberger Land (Mittelfranken, Bayern). Die Gemarkung Heuchling hat eine Fläche von 3,454 km². Sie ist in 1693 Flurstücke aufgeteilt, die eine durchschnittliche Flurstücksfläche von 2040,05 m² haben.

## Lage
Das Dorf bildet mit Lauf im Westen eine geschlossene Siedlung. Durch Heuchling fließt der Massenbach, ein rechter Zufluss der Pegnitz. Die Kreisstraße LAU 8 führt ins Stadtinnere von Lauf (0,5 km südwestlich) bzw. zur Anschlussstelle 49 der Bundesautobahn 9 (1 km östlich). Eine Gemeindeverbindungsstraße führt nach Höflas (2 km nördlich). Durch Heuchling verläuft der Fränkische Marienweg.

## Geschichte
Zwar wurde Heuchling erst 1275 erstmals urkundlich erwähnt, doch wurde die Siedlung vermutlich bereits um 900 n. Chr. aus dem Reichswald gerodet. Der damalige Name Heuchlingen bedeutet „Zu den Leuten eines gewissen Huchilo gehörend“, was erkennen lässt, dass das Dorf anfangs wohl aus einem einzigen Gehöft entstand. Außerdem lässt der Name auf eine Besiedlung des Ortes von Süden her schließen, wo Ortsnamen auf -ing häufiger vorkommen.
Erst nach der Gegenreformation 1629 in der Herrschaft Rothenburg wurde Heuchling durch die Zuordnung zum Kirchensprengel der evangelischen Gemeinde Lauf von der Stadt Lauf abhängig.
Heuchlings Fluren grenzten im Westen an das Gebiet der Reichsstadt Nürnberg, im Osten an die kurfürstlich-bayerische Enklave Rothenberg (siehe: Festung Rothenberg) und im Süden an Schönberg, das von 1792 bis 1806 zu Preußen gehörte. 1806 fiel Heuchling an das Königreich Bayern und wurde dem Pflegamt Lauf unterstellt.
Von 1806 bis 1818 gehörte Heuchling zum Steuerdistrikt Simonshofen, ab 1808 zum Landgericht Schnaittach und ab 1809 zum Landgericht Lauf und Rentamt Hersbruck. Mit dem Gemeindeedikt von 1818 entstand die Ruralgemeinde Heuchling.
Nachdem das Dorf nach dem Zweiten Weltkrieg durch Zuzug zahlreicher Flüchtlinge und Industrieansiedlung gewachsen war, wurde es bei der Gebietsreform am 1. Mai 1978 in die Stadt Lauf an der Pegnitz eingemeindet.

## Herrensitz Heuchling

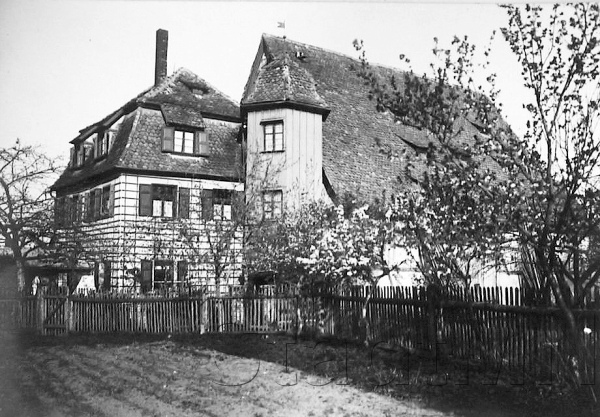
Der Herrensitz Heuchling im Jahr 1910

Christophorus Scheurl a Defersdorf in Heuchling über dem Familienwappen und einer Funktionslistung;
posthumer Kupferstich, 1741, Windter nach Müller

Der Herrensitz Heuchling in der Dehnberger Straße 2 ist ein ehemaliger Adelssitz, der lange Zeit eine wichtige Rolle in der Geschichte Heuchlings spielte.
Ab Mitte des 14. Jahrhunderts ist ein Herrensitz nachweisbar, der 1361 im Besitz des Nürnberger Bürgers Ulrich von Winterstein war und später über die Nürnberger Patrizierfamilie Fürer 1523 an die Nürnberger Familie Kun und im Jahr 1539 an die Patrizierfamilie Geuder fiel. Während des Zweiten Markgrafenkrieges 1552–53 wurde der Bürgersitz zweimal zerstört und wieder aufgebaut. Nach dem Krieg ging der Herrensitz 1566 an die Patrizierfamilie Pfinzing. Nach dem Aussterben dieser Linie der Pfinzing erwarb 1620 Sebastian Scheurl von Defersdorf, der oberste Vogt des Nürnberger Stadtgerichts, das Gut. Während des Dreißigjährigen Krieges richtete sich 1630 der Stab des Feldherrn Albrecht von Wallenstein im Herrensitz ein. Drei Jahre später wurde der Sitz zerstört und an der heutigen Stelle wieder aufgebaut. Bis auf eine kurze Unterbrechung blieb der Sitz auch bis ins 19. Jahrhundert im Besitz der Scheurl. 1853 verkaufte Christoph Gottlieb Adolph Scheurl das schon in den Vorjahren durch Veräußerungen stark dezimierte Gut an den Gastwirt Johann Ziegler aus Hohenstein, der es weiter aufteilte. Das Herrenhaus wurde 1875 von Ludwig Volckamer von Kirchensittenbach erworben. Im Jahre 1900 bezog die neue Besitzerin Margarethe Warmuth aus Nürnberg mit ihren beiden Kindern das Herrenhaus. Ihr folgten Otto Kolb und ab 1935 Otto Lauterbach, der das ehemalige Herrenhaus an Arbeiter und Rentner vermietete. Nach dem Zweiten Weltkrieg kam der Besitz komplett in den Besitz der Familie Engelhard, die das Anwesen 1975 umfassend renovierte.

## Vereine und öffentliche Einrichtungen
- Kulturfreunde Heuchling: Die Kulturfreunde Heuchling beschäftigen sich mit der Brauchtums- und Altertumspflege des Ortes Heuchling.
- Kirwaverein Heuchling e. V.: Der 2013 gegründete Verein organisiert die Heuchlinger Kirwa (Kirchweih), welche jährlich Anfang August stattfindet.
- Volksschule Heuchling: Die Volksschule Heuchling, die seit wenigen Jahren ihre Teilhauptschule aufgeben musste, zählt jedoch pro Jahr je zwei Klassen.
- FF Heuchling: Die Freiwillige Feuerwehr Heuchling besteht seit dem 22. August 1883 und zählt heute über 50 Mitglieder. Sie wird für die Brandbekämpfung und den Katastrophenschutz in Lauf und Umgebung eingesetzt. Außerdem besitzt die FF Heuchling eine Jugendfeuerwehrabteilung
- SK Heuchling: Der Sportklub Heuchling besteht seit 1920. Er besitzt neben seiner Fußballabteilung, deren 1. Mannschaft nach dem Aufstieg 2014 wieder in der Kreisklasse spielt, auch eine Gymnastik-, eine Tischtennis- und eine Schwimmabteilung.
- Gesangverein Heuchling e. V. 1903
- Hundesportfreunde Heuchling: Die Hundesportfreunde besitzen ein eigenes Trainingsareal in Heuchling, auf dem sie sich zum regelmäßigen Training treffen.
- Kleingartenverein Bergfried: Der Kleingartenverein hat seine Gärten am Fuße des Heuchlinger Berges.
- Reit- und Fahrverein Heuchling: Die Koppeln des Reit- und Fahrvereins Heuchling, der 1954 gegründet wurde, liegen im Osten Heuchlings.
- Schützengesellschaft Heuchling e. V.